# Tusk (Album)
Tusk ist das zwölfte Studioalbum der Rockband Fleetwood Mac. Das Doppelalbum wurde im Oktober 1979 von Warner Bros. Records veröffentlicht. In Großbritannien erreichte es den ersten Platz der Charts. 

## Geschichte
Mit Rumours hatte Fleetwood Mac 1977 ein Album vorgelegt, das zu den erfolgreichsten der Rockgeschichte gehört. Die Band gewann zudem den Grammy Award für das Album des Jahres. 1978 gingen die fünf Mitglieder erneut ins Studio, um Songs für einen Nachfolger aufzunehmen. Der finanzielle Erfolg von Rumours sorgte dafür, dass die Band ein Budget für die Aufnahmen von einer Million US-Dollar erhielt. 
Die Geldgeber von Warner erwarteten ein ähnlich kompaktes Mainstream-Album wie Rumours es war. Die monumentale Doppel-LP Tusk wurde dann jedoch von musikalischen Experimenten Lindsey Buckinghams geprägt und kam weniger gut an als das Vorgängeralbum. Es erreichte nicht die erwartete Topplatzierung in den US-Charts und kam bis auf den 4. Platz. Dennoch wurden in den nächsten Jahren über zwei Millionen Alben von Tusk verkauft. In Großbritannien erreichte es ebenso wie Rumours den ersten Platz der Charts, und in Deutschland war es mit Platz 3 als höchste Platzierung sogar erfolgreicher als Rumours, das nur den 6. Platz erreicht hatte.
2001 wurde das Album von der Rockband Camper Van Beethoven gecovert und 2002 über das eigene Label Pitch-A-Tent veröffentlicht. 2004 erschien eine Neuauflage von Tusk als Doppel-CD, die neben den 20 Original-Songs eine weitere CD mit Demo-, Live- und Remixversionen enthält.
2015 wurde das Album als „Super Deluxe Edition“ wiederveröffentlicht. Das Boxset enthält eine remasterte Fassung des Originalalbums auf 2 Vinyl-LPs und CD, zwei weitere CDs mit zuvor unveröffentlichten Alternativ- und Demoversionen, zwei CDs mit Liveaufnahmen der 1980er Tusk-Tournee und eine DVD mit einer 5.1 Surround-Abmischung im Tonformat DTS (24-Bit/96 kHz) und einem Stereo-Mix im PCM-Format. Die Live-Aufnahmen, sowie die Alternativfassung des Albums wurden im Laufe des Jahres 2015 ebenfalls als Ausgabe mit 3 LPs (In Concert) bzw. als Doppel-LP (The Alternate Tusk) veröffentlicht.

## Titelliste
Seite A
1. Over & Over (Christine McVie) – 4:36
2. The Ledge (Lindsey Buckingham) – 2:02
3. Think About Me (McVie) – 2:44
4. Save Me a Place (Buckingham) – 2:40
5. Sara (Stevie Nicks) – 6:26
Seite B
6. What Makes You Think You’re the One (Buckingham) – 3:32
7. Storms (Nicks) – 5:29
8. That’s All for Everyone (Buckingham) – 3:04
9. Not That Funny (Buckingham) – 3:13
10. Sisters of the Moon (Nicks) – 4:45
Seite C
11. Angel (Nicks) – 4:53
12. That’s Enough for Me (Buckingham) – 1:48
13. Brown Eyes (McVie) – 4:30
14. Never Make Me Cry (McVie) – 2:14
15. I Know I’m Not Wrong (Buckingham) – 3:02
Seite D
16. Honey Hi (McVie) – 2:43
17. Beautiful Child (Nicks) – 5:23
18. Walk a Thin Line (Buckingham) – 3:48
19. Tusk (Buckingham) – 3:36
20. Never Forget (McVie) – 3:44

## Rezeption
Retrospektiv wird das Album weitgehend positiv rezensiert und für seine experimentelle Art gelobt. 
New Musical Express wählte es auf Platz 445 der 500 besten Alben aller Zeiten. Tusk gehört zu den 1001 Albums You Must Hear Before You Die.

## Kommerzieller Erfolg

### Chartplatzierungen
| ChartsChartplatzierungen       | Höchstplatzierung | Wochen/ Monate |
| ------------------------------ | ----------------- | -------------- |
| Deutschland (GfK)              | 3 (48 Wo.)        | 48 Wo.         |
| Österreich (Ö3)                | 4 (4 Mt.)         | 4 Mt.          |
| Vereinigte Staaten (Billboard) | 4 (37 Wo.)        | 37 Wo.         |
| Vereinigtes Königreich (OCC)   | 1 (27 Wo.)        | 27 Wo.         |

| ChartsJahrescharts (1980) | Platzierung |
| ------------------------- | ----------- |
| Deutschland (GfK)         | 14          |

### Auszeichnungen für Musikverkäufe
| Land/Region                  | Auszeichnungen für Musikverkäufe (Land/Region, Auszeichnung, Verkäufe) | Verkäufe  |
| ---------------------------- | ---------------------------------------------------------------------- | --------- |
| Australien (ARIA)            | 2× Platin                                                              | 140.000   |
| Deutschland (BVMI)           | Gold                                                                   | 250.000   |
| Frankreich (SNEP)            | Gold                                                                   | 100.000   |
| Neuseeland (RMNZ)            | 3× Platin                                                              | 60.000    |
| Niederlande (NVPI)           | Platin                                                                 | 100.000   |
| Vereinigte Staaten (RIAA)    | 2× Platin                                                              | 2.000.000 |
| Vereinigtes Königreich (BPI) | Platin                                                                 | 300.000   |
| Insgesamt                    | 2× Gold · 9× Platin ·                                                  | 2.950.000 |

Hauptartikel: Fleetwood Mac/Auszeichnungen für Musikverkäufe